# ترشیسه
ترشیسه (به چکی: Tršice) یک منطقهٔ مسکونی در جمهوری چک است که در Olomouc District واقع شده‌است.

## خصوصیات
ترشیسه ۲۵٫۰۴ کیلومترمربع مساحت و ۱٬۵۷۲ نفر جمعیت دارد و ۳۲۴ متر بالاتر از سطح دریا واقع شده‌است.